# Juliaca (distrito)
Juliaca é um distrito do Peru, departamento de Puno, localizada na província de São Romão.

## Transporte
O distrito de Juliaca é servido pela seguinte rodovia:
- PE-34A, que liga o distrito de La Joya (Região de Arequipa) à cidade d
- PU-120, que liga a cidade ao distrito de Coata
- PU-113, que liga a cidade ao distrito de Azángaro
- PE-34B, que liga o distrito de Ayapata à cidade
- PE-34H, que liga o distrito de San Pedro de Putina Punco (e a Fronteira Bolívia-Peru, Parque Nacional Madidi) à cidade
- PU-124, que liga a cidade ao distrito de Llalli
- PE-3S, que liga o distrito de La Oroya à Ponte Desaguadero (Fronteira Bolívia-Peru) - e a rodovia boliviana Ruta 1 - no distrito de Desaguadero (Região de Puno)[1][2][3]